# Kategoria e Parë 1936
Die Kategoria e Parë 1936 (sinngemäß: Erste Liga) war die sechste Austragung der albanischen Fußballmeisterschaft und wurde vom nationalen Fußballverband Federata Shqiptare e Futbollit ausgerichtet. Die Saison begann am 5. April und endete am 12. Juli 1936.

## Saisonverlauf
Im Jahr 1935 wurde die Kategoria e Parë zum ersten Mal in ihrer Geschichte ausgesetzt. 1936 wurde der Spielbetrieb wieder aufgenommen.
Die Liga wurde auf acht Mannschaften aufgestockt und umfasste damit mehr Teams als in den zuvor abgehaltenen Meisterschaften. 1935 hatten zahlreiche Vereine ihren Namen geändert: Bashkimi Shkodran wurde in KS Vllaznia Shkodra umbenannt, der SK Kavaja hieß fortan KS Besa Kavaja und der Sportklub Vlora nannte sich KS Ismail Qemali Vlora in Anlehnung an den Staatsgründer Albaniens, Ismail Qemali. Zum ersten Mal an der Meisterschaft nahm Dragoj Pogradec teil.
1936 sollte es wie schon seit 1933 keinen sportlichen Absteiger in die damals noch zweitklassige Kategoria e dytë geben. Alle Teams traten je zweimal gegeneinander an. Die beiden Partien zwischen dem KS Ismail Qemali Vlora und KS Skënderbeu Korça wurden allerdings nicht gespielt, sodass beide Mannschaften am Ende der Spielzeit zwei Partien weniger aufzuweisen hatten.
Insgesamt fielen 165 Tore, was einem Schnitt von 3,1 Treffern pro Partie entspricht. Torschützenkönig mit elf Treffern wurde Riza Lushta vom SK Tirana.
Zum fünften Mal errang der SK Tirana in der sechsten Meisterschaft den albanischen Meistertitel. Mit 50 eigenen Toren und nur acht Gegentreffern wies der Hauptstadtklub die besten Werte auf. Zudem blieb man in allen vierzehn Spielen ungeschlagen. Mit zwei Punkten Rückstand wurde Vllaznia Shkodra zum dritten Mal in der Vereinsgeschichte Vizemeister. Schon zehn Zähler dahinter lag als Dritter KS Besa Kavaja, der in seinem dritten Erstligajahr die bisher beste Platzierung erreichte. Für Vorjahresvizemeister Skënderbeu Korça reichte es 1936 nur zu Rang vier punktgleich mit  Teuta Durrës, auch weil man wegen der nicht ausgetragenen Spiele gegen Vlora zwei Spiele weniger aufwies als die anderen Teams. Neuling Dragoj Pogradec landete im ersten Erstligajahr der Klubgeschichte auf Platz sechs und ließ somit noch Bashkimi Elbasan und Ismail Qemali Vlora, das zum zweiten Mal in Folge Letzter wurde, hinter sich.

## Vereine
| Verein                 | Logo                     | Stadt    |
| ---------------------- | ------------------------ | -------- |
| KS Teuta Durrës        | Logo Teuta Durrës        | Durrës   |
| Bashkimi Elbasan       | Logo KS Elbasani         | Elbasan  |
| KS Besa Kavaja         | Logo KS Besa Kavajë      | Kavaja   |
| KS Skënderbeu Korça    | Logo Skënderbeu          | Korça    |
| KS Vllaznia Shkodra    | Logo FK Vllaznia Shkoder | Shkodra  |
| KS Ismail Qemali Vlora | Logo Flamurtari Vlora    | Vlora    |
| SK Tirana              | Logo SK Tirana           | Tirana   |
| Dragoj Pogradec        |                          | Pogradec |

## Abschlusstabelle
| Pl. | Verein                 | Sp. | S  | U | N | Tore    | Quote | Punkte |
| --- | ---------------------- | --- | -- | - | - | ------- | ----- | ------ |
| 1.  | SK Tirana (M)          | 14  | 11 | 3 | 0 | 050:800 | 6,25  | 25:30  |
| 2.  | KS Vllaznia Shkodra    | 14  | 10 | 3 | 1 | 027:120 | 2,25  | 23:50  |
| 3.  | KS Besa Kavaje         | 14  | 4  | 5 | 5 | 021:220 | 0,95  | 13:15  |
| 4.  | KS Skënderbeu Korça    | 12  | 4  | 3 | 5 | 016:180 | 0,89  | 11:13  |
| 5.  | KS Teuta Durrës        | 14  | 3  | 5 | 6 | 014:190 | 0,74  | 11:17  |
| 6.  | Dragoj Pogradec (N)    | 14  | 4  | 1 | 9 | 011:310 | 0,35  | 09:19  |
| 7.  | Bashkimi Elbasan       | 14  | 3  | 2 | 9 | 012:240 | 0,50  | 08:20  |
| 8.  | KS Ismail Qemali Vlora | 12  | 3  | 2 | 7 | 014:310 | 0,45  | 08:16  |

| (M) | amtierender albanischer Meister |
| (N) | Neuaufsteiger                   |

## Kreuztabelle
| 1936                   | Bashkimi Elbasan | KS Besa Kavaje | Dragoj Pogradec | KS Ismail Qemali Vlora | KS Skënderbeu Korça | SK Tirana | KS Teuta Durrës | KS Vllaznia Shkodra |
| Bashkimi Elbasan       |                  | 2:2            | 2:0             | 0:2                    | 2:2                 | 1:3       | 1:0             | 1:2                 |
| KS Besa Kavaje         | 3:1              |                | 1:1             | 6:0                    | 2:1                 | 0:3       | 1:1             | 1:1                 |
| Dragoj Pogradec        | 0:2              | 3:0            |                 | 1:0                    | 1:4                 | 0:5       | 2:1             | 0:2                 |
| KS Ismail Qemali Vlora | 2:0              | 3:1            | 1:2             |                        | -:- 1               | 2:2       | 1:1             | 0:1                 |
| KS Skënderbeu Korça    | 1:0              | 0:2            | 4:0             | -:- 1                  |                     | 0:0       | 2:0             | 0:2                 |
| SK Tirana              | 3:0              | 3:1            | 3:0             | 11:0                   | 5:0                 |           | 2:0             | 4:1                 |
| KS Teuta Durrës        | 2:0              | 1:1            | 2:0             | 2:1                    | 2:2                 | 1:4       |                 | 0:1                 |
| KS Vllaznia Shkodra    | 2:0              | 2:0            | 4:1             | 4:2                    | 2:0                 | 2:2       | 1:1             |                     |

## Die Mannschaft des Meisters SK Tirana
| 1.             | SK Tirana |
| Logo SK Tirana | Rudolf Gurashi, Qamil Zebishti, Asti Hobdari, Foto Janku, Sabit Coku, Ramazan Hima, Hysen Kusi, Adem Karapici, Ludovik Jakova, Luci Stamati, Myslym Alla, Hot Mirdita, Riza Lushta, Maliq Petrela, Emil Hajnali, Mark Gurashi, Skender Gjinali – Trainer: Selman Stërmasi. |